# ながさき
ながさきは、三重県伊賀市周辺で作られている和菓子の一種である。加熱して蜜状に煮詰めた砂糖（黒砂糖や白砂糖）に小麦粉や葛粉を混ぜて練り上げ、四角形や三角形に切って乾燥させた落雁状の砂糖菓子である。黒砂糖が基本であるが、白砂糖の種に抹茶や食紅、青海苔、シナモンなどを入れたものもある。白湯にこれを溶かし、即席の葛湯として飲む方法もある。
江戸時代に上野に立ち寄った行商人が、長崎でオランダ人から習得した製菓技術を持ち込んだのが起源とされている。